# Protecció social

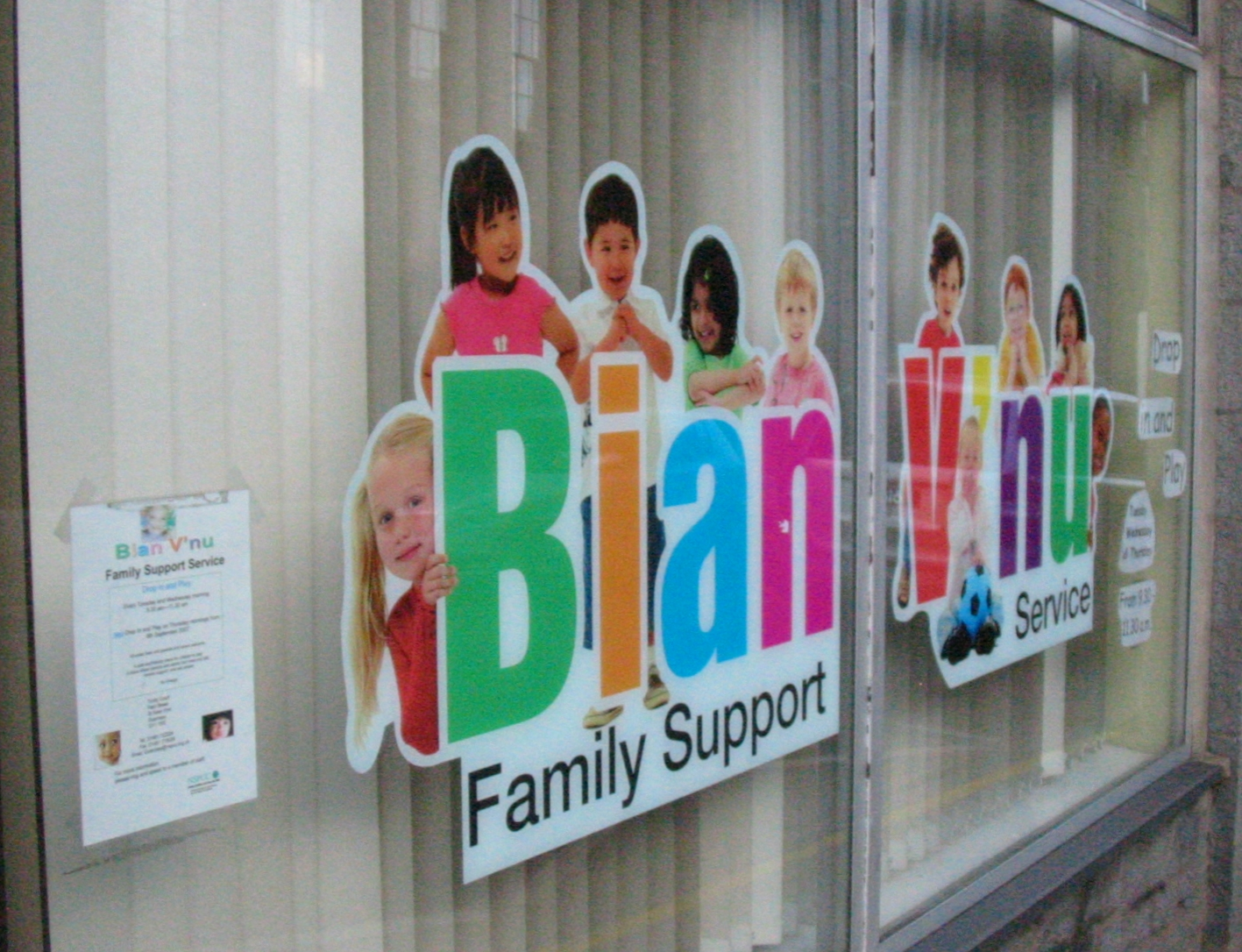
Un centre de suport familiar a Saint Peter Port, a Guernsey, que ofereix assistència a famílies amb nens

La protecció social és un tipus de suport dels governs destinat a garantir que els membres d'una societat puguin satisfer les necessitats humanes bàsiques com ara menjar i habitatge. La seguretat social pot ser sinònim de protecció social o referir-se específicament a programes d'assegurança social que donen suport només a aquells que han cotitzat prèviament (per exemple el cas de les pensions), a diferència dels programes d'assistència social que ofereixen suport només en funció de la necessitat (per exemple, la majoria de les prestacions per discapacitat). L'Organització Internacional del Treball defineix la seguretat social com el suport a la gent gran, el suport per a la manutenció dels fills, el tractament mèdic, els permisos parentals i per malaltia, les prestacions d'atur i discapacitat i el suport a les persones que pateixen accidents professionals.
De manera més àmplia, el pot incloure el benestar social, els esforços per proporcionar un nivell bàsic de benestar mitjançant serveis socials subvencionats com ara la sanitat, l'educació, les infraestructures, la formació professional i l'habitatge públic.  En un estat del benestar, l'estat assumeix la responsabilitat universal o parcial de la salut, l'educació, les infraestructures i el benestar de la societat, proporcionant una sèrie de serveis socials com els descrits.

## Història

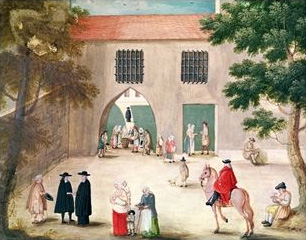
Repartint almoina als pobres, abadia de Port-Royal des Champs c.1710

Alguns historiadors consideren l'origen en els sistemes caritatius formalitzats. A l'Imperi Romà, el primer emperador August va proporcionar la Cura Annonae per als ciutadans que no podien permetre's el luxe de comprar menjar cada mes. El benestar social va ser ampliat per l'emperador Trajà. El programa de Trajà va ser aclamat per molts, inclòs Plini el Jove. Altres disposicions per als pobres van ser introduïdes durant la història de l'Antiga Roma, com l' Alimenta.
Sota la política del zakat del primer califat, Úmar ibn al-Khattab del segle VII (634 dC), va implantar un dels primers exemples de proveïment de benestar universal del govern.
Hi ha relativament poques dades estadístiques sobre pagaments de transferència abans de l'Alta Edat Mitjana. A l'època medieval i fins a la Revolució Industrial, la funció de pagaments assistencials a Europa s'aconseguia mitjançant donacions privades o caritat, a través de les nombroses confraries i activitats de diferents ordres religiosos. Els primers programes de benestar a Europa van incloure la Llei anglesa dels pobres de 1601, que donava a les parròquies la responsabilitat de proporcionar pagaments de benestar als pobres.
El primer estat del benestar va ser l'Alemanya imperial (1871–1918), on el govern d'Otto von Bismarck va introduir la seguretat social el 1889. A principis del segle xx, el Regne Unit va introduir la seguretat social al voltant de 1913 i va adoptar l'estat del benestar amb la National Insurance Act de 1946, durant el govern de Clement Attlee (1944–1951). Als països d'Europa occidental, Austràlia i Nova Zelanda, el benestar social és proporcionat principalment pel govern a partir dels ingressos fiscals nacionals i, en menor mesura, per organitzacions no governamentals (ONG) i organitzacions benèfiques (socials i religioses). Els articles 22 i 25 de la Declaració Universal dels Drets Humans reconeixen el dret a la seguretat social i a un nivell de vida adequat.
Els estats del benestar moderns inclouen Alemanya, França, els Països Baixos, així com els països nòrdics, com Islàndia, Suècia, Noruega, Dinamarca i Finlàndia que utilitzen un sistema conegut com a model nòrdic. Esping-Andersen va classificar els sistemes d'estat del benestar més desenvolupats en tres categories: socialdemòcrata, conservador i liberal.
La solidaritat és un valor fort del sistema francès de protecció social. El primer article del Codi de la Seguretat Social francès descriu el principi de solidaritat. La solidaritat s'entén habitualment en relacions de treball igualitàries, responsabilitat compartida i riscos compartits. Les solidaritats existents a França van provocar l'expansió de la sanitat i la seguretat social.
Les bases de l'estat del benestar italià es van establir en la línia del model corporativista -conservador, o de la seva variant mediterrània. Més tard, a les dècades del 1960 i 1970, l'augment de la despesa pública i un enfocament important en la universalitat la van portar al mateix camí que els sistemes socialdemòcrates. L'any 1978 es va introduir a Itàlia un model de benestar universalista, que oferia una sèrie de serveis universals i gratuïts, com ara un Fons Nacional de Salut.
La protecció social a Espanya es caracteritza per un model d'estat del benestar mediterrani basat en tres pilars: educació, salut i pensions. Com a la majoria de països europeus, a Espanya l'Estat del Benestar és un gran assoliment per a la seva societat ja que l'Estat garanteix la protecció a totes les persones que es puguin trobar en una situació de dificultat econòmica o qualsevol altra. Les polítiques socials implementades per l'Estat espanyol, com a la resta d'Europa, són un conjunt de mesures i eines destinades a protegir i garantir les necessitats humanes bàsiques, especialment en l'àmbit de l'educació, la salut i la seguretat econòmica.
Als països en desenvolupament, els acords formals de seguretat social solen estar absents per a la gran majoria de la població activa, en part a causa de la dependència de l'economia informal. A més, la capacitat de l'estat per arribar a la gent pot estar limitada a causa de la seva infraestructura i recursos limitats. En aquest context, sovint es fa referència a la «protecció social» en lloc de la «seguretat social», que abasta un conjunt més ampli de mitjans, com la intervenció en el mercat laboral i els programes locals basats en la comunitat, per alleujar la pobresa i proporcionar seguretat contra situacions com l'atur.

## Fórmules
La protecció social pot adoptar diverses fórmules, com ara pagaments monetaris, subsidis i vals o ajuts directes per a l'alimentació i l'habitatge. Els sistemes de protecció difereixen d'un país a un altre, però el benestar social s'ofereix habitualment a persones que es troben en situació d'atur, persones amb malaltia o discapacitat, persones grans, persones amb fills o persones dependents a càrrec i veterans de guerra. Els programes poden tenir diverses condicions perquè una persona rebi benestar:
- Seguretat social, programes promoguts per l'estat basats en part en contribucions individuals amb prestacions com ara assistència sanitària, pagaments per atur i pensions de vellesa.
- Prestacions amb comprovació prèvia de la situació social i econòmica, que poden incloure ajuts econòmics per a aquelles persones que no poden cobrir necessitats bàsiques, com ara alimentació, vestit i habitatge, per pobresa o manca d'ingressos per atur, malaltia, discapacitat o tenir cura dels fills o persones dependents. Tot i que l'assistència sovint es fa en forma de pagaments econòmics, les persones que tenen dret a l'assistència social solen accedir als serveis sanitaris i educatius de manera gratuïta. La quantitat de suport és suficient per cobrir les necessitats bàsiques i l'elegibilitat sovint està subjecta a una avaluació exhaustiva i complexa de la situació social i financera de la persona sol·licitant.
- Prestacions no contributives. Diversos països disposen de règims especials, administrats sense cap requisit de cotització ni anàlisi de recursos, per a persones amb determinades categories de necessitats, com ara veterans de les forces armades, persones amb discapacitat i gent molt gran.
- Beneficis discrecionals. Alguns esquemes es basen en la decisió d'un funcionari, com ara un treballador social.
- Prestacions universals o categòriques. Es tracta de prestacions no contributives que s'ofereixen a sectors sencers de la població sense una prova de recursos, com ara subsidis familiars a la infància o renda mínima.

No tots els ciutadans fan servir els seus drets socials. Els drets socials selectius tenen una taxa de no admissió més alta que els drets socials universals a causa de la complexitat de la informació i la burocràcia. De vegades les persones necessiten l'ajuda d'altres persones o organitzacions per fer de mitjanceres i defensar els seus drets.

## Àmbits de la protecció social[27]
Segons la metodologia SEEPROS (Sistema europeu d'estadístiques de protecció social, ESSPROS en les seves sigles en anglès), el concepte de protecció social inclou totes les intervencions d'organismes públics o privats destinades a alleugerir les càrregues que suposen per a les llars un conjunt de situacions de risc o necessitat, sempre que no hi hagi un acord simultani i recíproc ni individual.
D'acord amb aquesta definició s'inclou com a protecció social el conjunt del sistema de la Seguretat Social, els serveis socials, tant públics com privats, les indemnitzacions per acomiadament de les empreses, les mutualitats de previsió social, les prestacions del Servei Públic d'Ocupació Estatal, així com altres prestacions que actuen sobre aquesta àrea tant per part de l'administració pública com del sector privat.
Cal destacar especialment que malgrat sovint l'educació es considera com a "despesa social", aquesta realment no s'hauria de comptabilitzar com a tal i no està inclosa en la metodologia SEEPROS, que és la que s'usa per a comparacions internacionals.
Les prestacions socials es poden classificar segons les següents funcions protectores:
- malaltia i assistència sanitària: inclou les prestacions de manteniment de la renda o prestacions monetàries a causa d'una malaltia física o mental. No s'inclouen els casos d'invalidesa ni l'atenció sanitària destinada a conservar, restablir o millorar l'estat de salut de les persones protegides.
- invalidesa: inclou les prestacions de manteniment de la renda (pensions per invalidesa) així com altres prestacions, ja siguin monetàries o en espècies (excepte l'atenció sanitària), relacionades amb la incapacitat de les persones amb disminució física o psíquica.
- vellesa: inclou les prestacions de manteniment de la renda (pensions de jubilació) així com altres prestacions, ja siguin monetàries o en espècies (excepte l'atenció sanitària), relacionades amb la vellesa.
- supervivència: inclou les prestacions de manteniment de la renda (pensions de viduïtat i orfandat) així com altres prestacions, ja siguin monetàries o en espècies (excepte l'atenció sanitari), relacionades amb la mort d'un membre de la família.
- família/fills: inclou les prestacions monetàries i/o en espècies (exceptuant l'atenció sanitària) relacionades amb l'embaràs, el naixement, l'adopció i l'atenció als infants.
- atur: inclou les prestacions de manteniment de la renda (prestacions d'atur) així com l'assistència a la situació d'atur que proporcionen els serveis públics de col·locació.
- habitatge: inclou els ajuts per al finançament de l'habitatge.
- exclusió social: inclou les prestacions monetàries i/o en espècies (exceptuant l'atenció sanitària) destinades a lluitar contra l'exclusió social i que no estiguin classificades dins de cap altra categoria.